# Рідкодуб (Вуглегірська міська громада)
Рідкодуб — селище Вуглегірської міської громади Горлівського району Донецької області, Україна. Населення становить 71 особу.

## Розташування
Селище розташоване при станції Рідкодуб. Межа між Бахмутським районом та Шахтарським районом у цьому місці проходить залізничною гілкою, тому Рідкодуб Бахмутського району розташований на захід від залізниці, на сході ж розташоване селище Рідкодуб Шахтарського району.
На півночі землі селища межують із Попаснянським районом Луганської області (Чорнухинська селищна рада).

## Історія
У лютому 2015 року під час війни на сході України населений пункт потрапив до зони бойових дій. В результаті боїв перейшов під контроль терористів «ДНР». 6 лютого 2015-го загинули в бою біля села Рідкодуб старший лейтенант Олексій Вакульчук, старшина Володимир Полупанов, солдати Віталій Вергай та Олександр Грицай.

## Населення
За даними перепису 2001 року населення селища становило 71 особу, із них 50,70% зазначили рідною мову українську, 49,30% — російську.